# Twister
|  | Per a altres significats, vegeu «Joc del Twister». |

Twister és una pel·lícula estatunidenca dirigida per Jan de Bont i estrenada el 1996. L'obra es va doblar al català.
Es va fer un remake titulat Twisters (2024), dirigida per Lee Isaac Chung a partir d'un guió de Mark L. Smith.

## Producció
El rodatge es va desenvolupar a Ames, Boone, Eldora, Rippey i Whitten, a Iowa, Guthrie, Maysville, Norman, Pauls Valley, Ponca City, Wakita i Waurika a Oklahoma i Bolton, a Ontario. Moltes referències són incorrectes a la pel·lícula. Així, al començament de la pel·lícula (mentre que l'acció té lloc el 1969), el presentador meteorològic de l'època anuncia l'arribada d'un tornado de categoria F5, ara bé la classificació de la força dels tornados a l'escala de Fujita es va crear el 1971. La màquina creada a la pel·lícula per analitzar els tornados és derivada d'una màquina real que va funcionar: TOTO, màquina inventada el 1979 pels Drs. Al Bedard & Carl Ramzy. La màquina va ser retirada del servei el 1987. Algunes de les escenes vam ser inspirades per experiències VORTEX.

## Argument
Jo Harding era encara una nena quan veu com un tornado s'enduu el seu pare. Vint-i-set anys més tard, al capdavant d'un equip de meteoròlegs, acorrala aquests misteriosos efectes que destrossen les planures americanes. Aquest estiu, la meteorologia preveu el més violent tornado que hagi sacsejat Oklahoma en cinquanta anys...

## Repartiment
- Helen Hunt: Dr. Jo Harding
- Bill Paxton: Bill
- Cary Elwes: Dr. Jonas Miller
- Jami Gertz: Dra. Melissa Reeves
- Philip Seymour Hoffman: Dustin Davis
- Lois Smith: Meg Greene
- Alan Ruck: Robert 'Rabbit' Nurick
- Sean Whalen: Allan Sanders
- Scott Thomson: Jason 'Preacher' Rowe
- Todd Field: Tim 'Beltzer' Lewis
- Joey Slotnick: Joey
- Wendle Josepher: Haynes
- Jeremy Davies: Laurence
- Zach Grenier: Eddie
- Gregory Sporleder: Willie

## Banda original
- Talula (BT's Tornado Mix), interpretat per Tori Amos
- Motherless Child, interpretat per Eric Clapton
- Darling Pretty, interpretat per Mark Knopfler
- Twisted, interpretat per Stevie Nicks i Lindsay Buckingham
- Melancholy Mechanics, interpretat per Red Hot Chili Peppers
- She Ain't Coming Back, interpretat per Joe Diffie
- Virtual Reality, interpretat per Rusted Root
- No One Needs to Know, interpretat per Shania Twain
- Child In Time, interpretat per Deep Purple
- Oklahoma, composé per Richard Rodgers i Oscar Hammerstein II
- Long Way Down, interpretat per les Goo Goo Dolls
- Miss This, interpretat per Soul Asylum
- Broken, interpretat per Belly
- See The Sky Again, interpretat per Edwin McCain
- Humans Being, interpretat per Van Halen
- How, interpretat per Lisa Loeb i Nine Stories
- Moments Like This, interpretat per Alison Krauss i Union Station
- De Natura Sonoris No. 1, composé per Krzysztof Penderecki
- Love Affair, interpretat per Ennio Morricone i k.d. lang
- Respect The Wind, interpretat per Van Halen

## Premis i nominacions
Rebé el premi Razzie al pitjor guió del 1997. Fou nominada a l'Oscar als millors efectes visuals i Oscar al millor so el 1997. A la millor pel·lícula d'aventures, millor actor (Bill Paxton), millor actriu (Helen Hunt) i millors efectes especials, per l'Acadèmia del cinema de ciència-ficció, fantàstic i terror, 1997. Premi al pitjor segon paper femení (Jami Gertz), als Premis Razzie del 1997.